# Conservação e restauro
A conservação e restauro de obras de arte é uma atividade que tem por objeto a reparação ou atuação preventiva de qualquer obra que, devido a sua antiguidade ou estado de conservação, seja necessária uma intervenção para preservar sua integridade física, assim como seu valor artístico, respeitando ao máximo a essência original da obra. Na opinião de Cesare Brandi, "o restauro deve se dirigir ao reestabelecimento da unidade potencial da obra de arte, sempre que isso seja possível sem cometer uma falsificação artística ou uma falsificação histórica, e sem apagar pegada alguma do transcurso da obra de arte através do tempo.
A restauração (do termo latino restauratione) é um conjunto de atividades que visam a restabelecer danos decorrentes do tempo em um bem imóvel ou móvel. Um dos primeiros a se preocupar com a preservação do patrimônio histórico foi Eugène Viollet-le-Duc, arquiteto francês que elaborou os primeiros conceitos de restauração no século XIX.

## Arquitetura
Na arquitetura, o restauro é apenas do tipo funcional, para preservar a estrutura e unidade do edifício, ou reparar rachaduras ou pequenos defeitos que podem surgir nos materiais. Até o século XVIII, os restauros arquitetônicos só preservavam as obras de culto religioso, dado seu caráter litúrgico e simbólico, reconstruindo outro tipo de edifício sem respeitar sequer o estilo original. Por fim, desde o auge da arqueologia ao final do século XVIII, especialmente com as escavações de Pompeia e Herculano, se tendeu a preservar a medida do possível qualquer estrutura do passado, sempre e quando tivesse um valor artístico e cultural. Ainda assim, no século XIX os ideais românticos levaram a buscar a pureza estilística do edifício, e a moda do historicismo levou a planejamentos como os de Viollet-le-Duc, defensor da intervenção em monumentos com base em um certo ideal estilístico. Na atualidade, se tende a preservar ao máximo a integridade dos edifícios históricos.

## Pintura
Na área da pintura, tem evoluído desde uma primeira perspectiva de tentar recuperar a legibilidade da imagem, acrescentando se fosse necessário partes perdidas da obra, a respeitar a integridade tanto física como estética da obra de arte, fazendo as intervenções necessárias para suas conservação sem que se produza uma transformação radical da obra. A restauração pictórica adquiriu um crescente impulso a partir do século XVII, devido ao mal estado de conservação de pinturas a fresco, técnica bastante corrente na Idade Média e no Renascimento. Do mesmo modo, o aumento do mercado de antiguidades proporcionou a restauração de obras antigas caras a sua posterior comercialização. Por último, a escultura tem sido uma evolução paralela: desde a reconstrução de obras antigas, geralmente em relação a membros mutilados (como a reconstrução do Laocoonte em 1523-1533 por parte de Giovanni Angelo Montorsoli), até a atuação sobre a obra preservando sua estrutura original, mantendo em caso necessário um certo grau de reversibilidade da ação praticada.

## Biblioteconomia
No âmbito da biblioteconomia, trata-se de uma disciplina estabelecida e sistematizada a partir do século XIX, embora os primeiros exemplos de práticas preservacionistas atreladas aos registros escritos remontam a Antiguidade. De caráter tanto preventivo quanto interventivo, o restauro se caracteriza por ações técnicas de preservação de acervos bibliográficos e documentais que buscam desacelerar a degradação bem como recuperar, salvaguardar e prolongar a vida útil de coleções compostas por objetos de papel, sendo este um suporte bastante comum para a guarda e armazenamento da informação. Entretanto, as peças compostas por este frágil material orgânico estão sujeitas ao contínuo processo de deterioração, devido a fatores intrínsecos e extrínsecos que, tal qual nas obras de arte, podem provocar imperfeições ou até mesmo a destruição completa do exemplar, ocasionando eventual perda da informação.

## História
Pode remontar-se a preocupação com a conservação do património histórico e cultural à Idade Antiga, quando, no Império Romano, o imperador Alexandre Severo, no século III, determinou a aplicação de multas a quem adquirisse uma casa com o a finalidade de demoli-la. O Império Romano possuía um código de posturas que visava a conservação da imagem da cidade. Essa preocupação transmitiu-se ao Império Bizantino, que, já ao final do século IV, possuía leis que proibiam a desfiguração das fachadas e dos seus ornamentos.
No início da Idade Moderna, no período do Renascimento Italiano, conhecem-se novas medidas de proteção do património, por iniciativa da Igreja, visando a conservação de documentos e dos seus edifícios.
Mais tarde, durante o barroco, tiveram lugar obras de conservação e reconstrução de antigos castelos e catedrais, tanto na Alemanha quanto na Itália.
Na França, à época da Revolução Francesa, publicou-se um decreto que considerava propriedade pública todas as antiguidades nacionais.
No início do século XIX, na Alemanha, existiu uma resolução de proteção ao património, legislação essa ampliada no início do século XX.
A moderna legislação sobre o tema, entretanto, iniciou-se em outubro de 1931, com a chamada Carta de Atenas. Deste então, mais de quatro dezenas de normas de conduta internacionais voltadas para a preservação do património histórico e cultural tem sido publicadas.

## Legislação

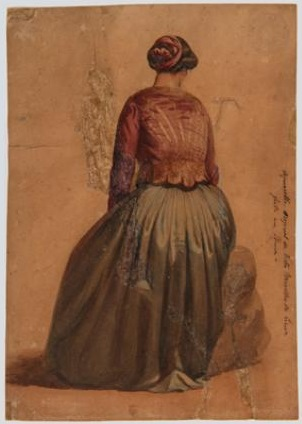
Aquarela de Victor Meirelles, feita no período de formação do pintor na Europa. Acervo do Museu Paulista da Universidade de São Paulo (Museu do Ipiranga). São Paulo, SP, Brasil.

### Cartas sobre restauro
- 1931 - Carta de Atenas
- 1932 - Carta Italiana de Restauro
- 1964 - Carta de Veneza
- 1972 - Carta de Restauro
- 1987 - Carta da Conservação e do Restauro de Objetos de Arte e Cultura
- 2000 - Carta de Cracóvia

### Cartas Patrimoniais
As chamadas cartas patrimoniais são documentos – em especial aquelas derivadas de organismos internacionais – cujo caráter é indicativo ou, no máximo, prescritivo.
- 1931 (outubro) - «Carta de Atenas, Escritório Internacional dos Museus Sociedade das Nações» 🔗
- 1933 (novembro) - «Carta de Atenas, Assembléia do CIAM» 🔗
- Recomendação de Nova Delhi
- 1962 - Recomendação de Paris
- 1964 (maio) - Carta de Veneza , II Congresso Internacional de Arquitetos e Técnicos de Monumentos Históricos/ICOMOS
- 1964 - Recomendação de Paris
- Normas de Quito
- 1968 - Recomendação de Paris
- 1970 - Compromisso de Brasília
- Compromisso Salvador
- «Carta do Restauro], Ministério da Instrução Pública do Governo da Itália» 🔗. , de 6 de abril de 1972
- «Declaração de Estocolmo], Assembléia Geral das Nações Unidas/UNEP» 🔗. , de 05 a 16 de junho de 1972
- Recomendação Paris 1972
- Resolução de São Domingos
- Declaração de Amsterdã
- Manifesto Amsterdã
- Carta do Turismo Cultural
- Recomendações de Nairóbi
- Carta de Machu Picchu
- Carta de Burra
- Carta de Florença
- Declaração de Nairóbi
- Declaração Tlaxcala
- Declaração do México 1985
- Carta de Washington 1986
- Carta Petrópolis
- Carta de Washington 1987
- Carta de Cabo Frio
- Declaração de São Paulo
- Recomendação Paris 1989
- Carta de Lausanne
- Carta do Rio
- Conferência de Nara
- Carta Brasília 1995
- Recomendação Europa de 1995
- Declaração de Sofia
- Declaração de São Paulo II
- Carta de Fortaleza
- Carta de Mar del Plata
- Cartagenas de Índias - Colômbia
- Recomendação Paris 2003

## Autores
- Cesare Brandi
- Eugène Viollet-le-Duc
- Friedrich Rathgen
- Garry Thomson
- Gettens and Stout
- Harold Plenderleith
- John Ruskin
- Philip Webb
- William Morris

## Especialidades
- Conservação preventiva
- Conservação e restauro de pedra
- Conservação e restauro de escultura
- Conservação e restauro de papel
- Conservação e restauro de metais
- Conservação e restauro de bens arqueológicos
- Conservação e restauro de bens etnográficos
- Conservação e restauro de azulejo cerâmica e vidro
- Conservação e restauro de mobiliário
- Conservação e restauro de instrumentos musicais
- Conservação e restauro de fotografia
- Conservação e restauro de instrumentos musicais
- Conservação e restauro de pintura
- Conservação e restauro de pintura mural

## Centros e Institutos internacionais
- ICOMOS - Conselho Internacional de Monumentos e Sítios
- IRPA - Institut Royal do Patrinoine Artistique (Bruxelas,1937)
- ICR - Istituto Central del Restauro (Roma, 1940)
- ICOM - International Council of Museums (Paris,1946)
- IIC - International Institut for Conservation (Londres, 1950)
- ICCROM - Centro Internacional para o Estudo da Conservação e da Restauração (1956).